# Тоней-Мару
Тоней-Мару (Tonei Maru) — транспортне судно, яке під час Другої японо-китайської та Другої світової війни взяло участь у операціях японських збройних сил у Китаї та архіпелазі Бісмарка.

## Передвоєнна історія
Тоней-Мару спорудили в 1941 році на верфі Osaka Iron Works для компанії Dairen Kisen.
16 липня 1942 судно реквізували для потреб Імперського флоту Японії та призначили для транспортування палива (вугілля і нафтопродукти). З 20 липня по 5 серпня судно пройшло необхідну модернізацію на верфі Kure Naval Yard.

## Походи до Рабаулу
22 серпня — 2 вересня 1942-го Тоней-Мару здійснило перехід з Куре до Рабаулу — головної передової бази у архіпелазі Бісмарка, з якої проводились операції на Соломонових островах та сході Нової Гвінеї. Тут воно перебувало до середини листопада, а наприкінці місяця повернулось до Японії.
З 10 по 20 грудня 1942-го Тоней-Мару повторно пройшло від Куре до Рабаулу. Тут воно перебувало до 12 березня, коли покинуло цю базу у складі конвою із семи транспортів та попрямувало на Палау (важливий транспортний хаб на заході Каролінських островів). 15 березня за три сотні кілометрів на північний захід від островів Адміралтейства конвой атакував підводний човен Trigger, який потопив одне судно та пошкодив Флорида-Мару. Останнє полишили, проте й через кілька діб не затонуло. Тому 18 березня Тоней-Мару та есмінець Мочідзукі повернулись до нього. Флорида-Мару взяли на буксир та 24 березня довели до якірної стоянки Мьове біля острова Новий Ганновер (втім, уже 3 квітня пошкоджене судно буде потоплене при авіанальоті на Кавієнг — другу за значенням японську базу в архіпелазі Бісмарка за кілька десятків кілометрів на схід від Нового Ганновера).
24 березня 1943-го Тоней-Мару полишило стоянку Мьове та разом з авіатранспортом Могамігава-Мару та кабелеукладальними суднами Хашіма і Татеісі попрямувало на північ. Опівдні 28 березня вони прибули на Трук — створену ще до війни на сході Каролінських островів потужну базу ВМФ, з якої до лютого 1944-го провадились операції у цілому ряді архіпелагів. 4—13 квітня Тоней-Мару у складі конвою здійснило перехід до Куре.
14—22 травня 1943-го Тоней-Мару разом з конвоєм № 3514A перейшло із Йокосуки на Трук, 2 червня воно рушило далі у складі конвою № 1023 та 6 червня досягло Рабаулу. Наприкінці липня Тоней-Мару було вже біля азійського узбережжя в Такао (наразі Гаосюн на Тайвані), на початку серпня відвідало порти Самах і Юлін на острові Хайнань, а в другій половині місяця прибуло до Японії.
10 вересня 1943-го судно знову рушило в рейс до архіпелагу Бісмарка. 10—19 вересня воно у складі конвою O-008 пройшло з японського потру Саєкі до Палау, а 28 вересня вийшло до Рабаулу в конвої SO-805. Під вечір 1 жовтня за 1100 км на південний схід від Палау підводний човен Peto торпедував та потопив Тоней-Мару, разом з яким загинуло 10 членів екіпажу.